# Текстильное искусство
Текстильное искусство — вид искусства и ремесла, в которых используются растительные, животные или синтетические волокна для создания практических или декоративных предметов.
Слово «текстиль» происходит от латинского лат. textus — «ткань, материя», производное от лат. textere, что означает «плести, переплетать».
Большинство текстильных искусств начинаются со скручивания (спиннинг) и трощения волокон с целью сделать пряжу. Материалом для работ текстильного искусства чаще всего служат лён и хлопок. Самым простым видом текстильного искусства является валяние, при котором волокна животного происхождения сплетаются вместе с использованием тепла и влаги.
Текстильное искусство также включает в себя техники, которые используются для украшения тканей: крашение и печать для добавления цвета и рисунка; вышивка и другие виды рукоделия; ткачество на дощечках и кружевоплетение. Методы создания изделия — шитье, вязание и портняжество, а также используемые инструменты (ткацкие станки и швейные иглы) и изготовленные предметы (гобелены, ковры, килимы, коврики и покрывала) — всё это подпадает под категорию текстильного искусства.
Этот вид искусства известен с древних времён. Известными современными художниками по текстилю являются: Магдалена Абаканович, Ольга Де Амараль, Алигьеро Боэтти, Трейси Эмин, Шейла Хикс, Мария Гильен, Грейсон Перри, Джудит Скотт, Кики Смит, Ёсико Вада, Пэй Уайт, Билли Зангева и другие.